# Dipodomys panamintinus
Dipodomys panamintinus är en däggdjursart som först beskrevs av Clinton Hart Merriam 1894.  Dipodomys panamintinus ingår i släktet känguruspringmöss och familjen påsmöss. IUCN kategoriserar arten globalt som livskraftig. Inga underarter finns listade i Catalogue of Life. Wilson & Reeder (2005) skiljer mellan fem underarter.
Artepitet i det vetenskapliga namnet syftar på bergstrakten Panamint Range i Kalifornien där de första exemplaren hittades.

## Utseende
I genomsnitt blir honor med svans 28,8 cm långa och hanarna är med 29,2 cm lite längre. Exemplar av hankön är även 2 procent tyngre än honor och den genomsnittliga vikten för arten är 72,4 g. Dipodomys panamintinus har en 16,9 till 17,2 cm lång svans, cirka 4,4 cm långa bakfötter och ungefär 1,4 cm stora öron. Ovansidans päls har samma färg som lera eller ljusbrun och på olika ställen kan inslag av ockra förekomma. Arten har några svarta mönster i ansiktet kring nosen. Dessutom är ögonlocket och den bakre kanten av örat svart. Typiskt är även de mörka fläckarna på lårens utsida. En vit strimma sträcker sig längs varje sida av svansen som är på ovansidan och undersidan mörk. Antalet tår vid bakfoten är fem.
Jämförd med andra släktmedlemmar är de vita strimmorna på svansen smalare än hos Dipodomys ordii. Dipodomys stephensi har en längre svans i förhållande till andra kroppsdelar men kortare bakfötter. Arten har en ljusare päls och kortare öron jämförd med Dipodomys agilis. Hos Dipodomys heermanni är svansens mörka delar gråaktig istället för brunaktig. Dipodomys merriami har endast fyra tår vid bakfoten.

## Utbredning
Denna gnagare förekommer i västra USA i Kalifornien och Nevada. Den lever i halvöknar med några ansamlingar av buskar eller träd. I bergstrakter når arten 1950 meter över havet.

## Ekologi
Dipodomys panamintinus skapar underjordiska bon och äter frön, bär, insekter samt några gröna växtdelar. Arten är nattaktiv och håller ingen vinterdvala. Utanför parningstiden lever varje individ ensam. Fortplantningen sker oftast i februari och mars eller ibland fram till maj. Honan är 29 eller 30 dagar dräktig och föder tre eller fyra ungar per kull. Ungarna diar sin mor 27 till 29 dagar och sedan måste de lämna moderns bo. Könsmognaden infaller kort efteråt eller under de första två månader.
Dipodomys panamintinus lever i underjordiska bon som har en till tolv ingångar. När mer än 40 procent av reviret är täckt med snö stannar arten i boet. Den kan vara aktiv under kalla dagar på våren med minus fem grader. Vid behov har arten bra simförmåga.